# Heinrich Jost
Heinrich Jost (1889-1948) va ser un dissenyador alemany conegut per la creació de tipus tipogràfics.
Va treballar per a la foneria Bauer Type Foundry Inc, des d'on va dissenyar la Bauer Bodoni inspirada en la tipografia dissenyada per Giambattista Bodoni (1740-1813); el 1931 va dissenyar tipus Beton.